# Stabilimento Stellantis di Brampton
Lo stabilimento Stellantis di Brampton è una fabbrica che produce automobili a Brampton nella provincia dell'Ontario, attualmente gestita da Stellantis.

## Storia

### American Motors
Nel giugno del 1984, la American Motors Corporation (AMC) stipulò un accordo con i governi dell’Ontario e del Canada per la costruzione di un nuovo impianto di assemblaggio. Entrambi i governi concessero ad AMC un prestito di 100 milioni di dollari canadesi ciascuno, contribuendo così alla realizzazione di una struttura dal costo complessivo di 764 milioni di dollari canadesi. L’intesa prevedeva inoltre il versamento di una royalty pari all’1% del prezzo di vendita di ogni veicolo prodotto nello stabilimento, da destinare ai governi coinvolti.
La costruzione dell’impianto e degli edifici annessi fu affidata all’impresa EllisDon Construction, che completò i lavori per un valore di 260 milioni di dollari statunitensi (pari a 786.912.236 dollari del 2024). Lo stabilimento fu inaugurato da AMC nel 1986 con il nome di Bramalea Assembly: si trattava di una moderna struttura di assemblaggio robotizzata, con una superficie coperta di 2.950.000 piedi quadrati (274.000 m²) e situata su un’area di 269 acri (108,9 ettari), progettata specificamente per la produzione della Eagle Premier.
La linea di produzione operò inizialmente a una velocità di circa 400 veicoli per turno (54 unità all’ora), con un solo turno previsto. Nonostante la modernità dell’impianto, si verificarono frequenti periodi di cassa integrazione e licenziamenti, mentre il vecchio stabilimento AMC di Brampton, situato su Kennedy Road, continuò a operare regolarmente nella produzione della Jeep Wrangler.

### Chrysler
Nel agosto del 1987, Chrysler acquisì lo stabilimento, insieme al resto della American Motors Corporation (AMC). Nel 1988, la fabbrica fu classificata al primo posto nell’audit interno di qualità condotto da Chrysler tra tutti i suoi impianti produttivi.
La produzione dei modelli basati sul pianale Chrysler LH iniziò nel giugno del 1992 e proseguì con la versione aggiornata della stessa piattaforma nel 1997. Nel gennaio del 2004, la produzione fu riconvertita al pianale Chrysler LX a trazione posteriore. La riconversione fu descritta come "uno sforzo a basso costo", a causa delle difficoltà finanziarie che Chrysler stava attraversando in quel periodo. I robot utilizzati nel reparto carrozzeria provenivano da altri impianti, mentre l’impianto di verniciatura fu indicato come il più datato tra quelli di Fiat Chrysler in Nord America.
Il 19 luglio 2007, il gruppo Chrysler annunciò un investimento di 1,2 miliardi di dollari statunitensi per l’aggiornamento della produzione dei modelli Chrysler 300, Dodge Magnum e Dodge Charger, oltre a un ulteriore investimento di 500 milioni di dollari per preparare lo stabilimento all’adattamento dei modelli LX destinati al mercato europeo. Il 16 agosto, il milionesimo veicolo basato sulla piattaforma LX a trazione posteriore uscì dalla linea di produzione della Brampton Assembly mentre il 1º novembre 2007, Chrysler annunciò l’eliminazione del terzo turno di produzione, con la conseguente perdita di circa 1.000 posti di lavoro diretti, e la cessazione della produzione del Dodge Magnum all’inizio del 2008.
Il 1º maggio 2009, gli stabilimenti di Brampton Assembly e Windsor Assembly furono chiusi temporaneamente a seguito della richiesta di protezione fallimentare presentata da Chrysler negli Stati Uniti il 30 aprile 2009. La chiusura interessò circa 2.700 dipendenti a Brampton e 4.400 a Windsor. Anche uno stabilimento di componenti a Etobicoke, Toronto, cessò temporaneamente le attività il 10 maggio 2009, per un periodo compreso tra 30 e 60 giorni, coinvolgendo circa 300 lavoratori, mentre l’azienda attraversava un processo di ristrutturazione sotto protezione giudiziaria. Dopo la riorganizzazione, Chrysler annunciò il lancio di nuovi modelli Chrysler 300 e Dodge Charger, la cui produzione sarebbe ripresa nello stabilimento di Brampton a partire dal 2010.
Nel 2012, i lavoratori degli stabilimenti Chrysler di Windsor e Brampton ratificarono a larga maggioranza un nuovo contratto di lavoro con il sindacato Canadian Auto Workers (CAW), nonostante l’assenza di informazioni ufficiali da parte dell’azienda riguardo a nuovi investimenti o progetti futuri per gli impianti. A dicembre dello stesso anno, la Brampton Assembly risultava essere il maggiore datore di lavoro della città, all’epoca l’undicesima per popolazione del Canada.
Il 19 agosto 2014, il primo esemplare della Dodge Challenger SRT Hellcat (VIN #700001) uscì dalla linea di produzione. Questo veicolo fu venduto all’asta Barrett-Jackson di Las Vegas per 825.000 dollari, a beneficio dell’organizzazione non-profit Opportunity Village, attiva a favore delle persone con disabilità intellettive. L’auto fu acquistata da Rick Hendrick, proprietario della scuderia Hendrick Motorsports.
Nel 2015, lo stabilimento ottenne la “certificazione bronzo” per l’implementazione del sistema World Class Manufacturing (WCM), una metodologia industriale finalizzata all’eliminazione degli sprechi, all’aumento della produttività e al miglioramento di qualità e sicurezza in modo sistematico e organizzato.
Nel maggio 2019, Fiat Chrysler Automobiles (FCA) annunciò piani di investimento in nuovi e attuali impianti produttivi nel Michigan, in risposta a pressioni politiche volte a incrementare la produzione domestica negli Stati Uniti. Tale strategia suscitò preoccupazioni per un possibile calo dell’attività negli stabilimenti canadesi di FCA, tra cui Brampton Assembly, nonostante la domanda per i modelli ivi prodotti fosse ancora presente. Tuttavia, il mercato delle berline risultava in forte declino e i futuri modelli FCA non avrebbero più utilizzato la piattaforma condivisa da Chrysler 300, Dodge Charger e Dodge Challenger.

### Stellantis
A partire dal 2021, emersero ipotesi secondo cui lo stabilimento di Brampton avrebbe potuto ricevere una nuova generazione della piattaforma LX, oppure essere riconvertito alla produzione di batterie per veicoli elettrici, vista anche la vicinanza ad altri impianti Stellantis. La posizione dello stabilimento, situato in un’area in rapida espansione dell’hinterland di Toronto, rendeva difficile la logistica per via del traffico crescente e rendeva appetibile il terreno anche per progetti di sviluppo residenziale.
Nel 2022, Stellantis annunciò un investimento di 2,8 miliardi di dollari statunitensi (3,6 miliardi di dollari canadesi), volto a garantire il futuro degli impianti canadesi di Windsor e Brampton. Il piano prevedeva per Brampton una riconversione verso una nuova “architettura flessibile” destinata alla produzione di veicoli elettrificati. Ulteriori aggiornamenti confermarono che la produzione della Chrysler 300, della Dodge Charger e della Dodge Challenger sarebbe terminata nel 2024, mentre i nuovi modelli basati sulla piattaforma STLA Large sarebbero stati prodotti a Windsor. Lo stabilimento di Brampton sarebbe stato quindi sottoposto a una fase di riconversione e modernizzazione, con l’obiettivo di trasformarlo in un impianto flessibile per la produzione di veicoli multi-energia, inclusi modelli elettrici.
Nell’agosto 2023, Stellantis organizzò un evento a invito per offrire un ultimo tour dello stabilimento di Brampton prima della sua chiusura temporanea. L’iniziativa celebrò la storia della fabbrica, considerata la “culla di leggende automobilistiche” sin dalla sua apertura nel 1986 e l’acquisizione da parte di Chrysler nel 1987.
La ratifica del contratto collettivo con Stellantis da parte del sindacato canadese Unifor (già CAW) incluse la riconversione dello stabilimento per la produzione della prossima generazione della Jeep Compass, fino ad allora assemblata a Toluca, in Messico. Stellantis pianificò un investimento di 970 milioni di dollari statunitensi (1,32 miliardi di dollari canadesi) per consentire allo stabilimento di Brampton di produrre veicoli sia con motore a combustione interna sia elettrici. La produzione della nuova Jeep Compass fu prevista su un unico turno a partire dal quarto trimestre del 2025. L’accordo sindacale prevede inoltre l’installazione di sistemi di climatizzazione, l’obbligo di comunicare eventuali variazioni di turno entro il mercoledì della settimana precedente, e uno studio di fattibilità per l’introduzione di un servizio di asilo aziendale.
Nel febbraio del 2025, Stellantis sospese i lavori di riconversione impiantistica presso lo stabilimento di Brampton, destinati alla produzione della nuova Jeep Compass, rimandando l’avvio della produzione al primo trimestre del 2026 a causa delle incertezze connesse ai dazi doganali, in particolare la possibile imposizione del 25 % di tasse sugli import dall’Canada e dal Messico verso gli Stati Uniti. Il dilatarsi dei tempi di inattività sollevò forti preoccupazioni tra i lavoratori, la cui tensione crebbe ulteriormente per l’assenza di una decisione chiara da parte dell’azienda.

## Automobili prodotte

### Auto in produzione
| Foto | Marca | Modello | Inizio produzione |
| ---- | ----- | ------- | ----------------- |
|      | Jeep  | Compass | 2026              |

### Auto fuori produzione
| Foto | Marca    | Modello     | Inizio produzione | Fine produzione |
| ---- | -------- | ----------- | ----------------- | --------------- |
|      | Eagle    | Premier     | 1988              | 1992            |
|      | Chrysler | New Yorker  | 1988              | 1993            |
|      | Dodge    | Monaco      | 1990              | 1992            |
|      | Dodge    | Intrepid I  | 1992              | 1997            |
|      | Chrysler | Concorde I  | 1993              | 1997            |
|      | Chrysler | LHS I       | 1993              | 1997            |
|      | Dodge    | Intrepid II | 1997              | 2003            |
|      | Chrysler | Concorde II | 1997              | 2004            |
|      | Chrysler | LHS II      | 1998              | 2001            |
|      | Chrysler | 300 M       | 1998              | 2003            |
|      | Dodge    | Magnum      | 2005              | 2008            |
|      | Chrysler | 300 C       | 2004              | 2010            |
|      | Dodge    | Charger     | 2005              | 2010            |
|      | Dodge    | Challenger  | 2008              | 2023            |
|      | Chrysler | 300 C       | 2010              | 2023            |
|      | Dodge    | Charger     | 2010              | 2023            |
|      | Lancia   | Thema       | 2011              | 2014            |